# Kalanchoe pubescens

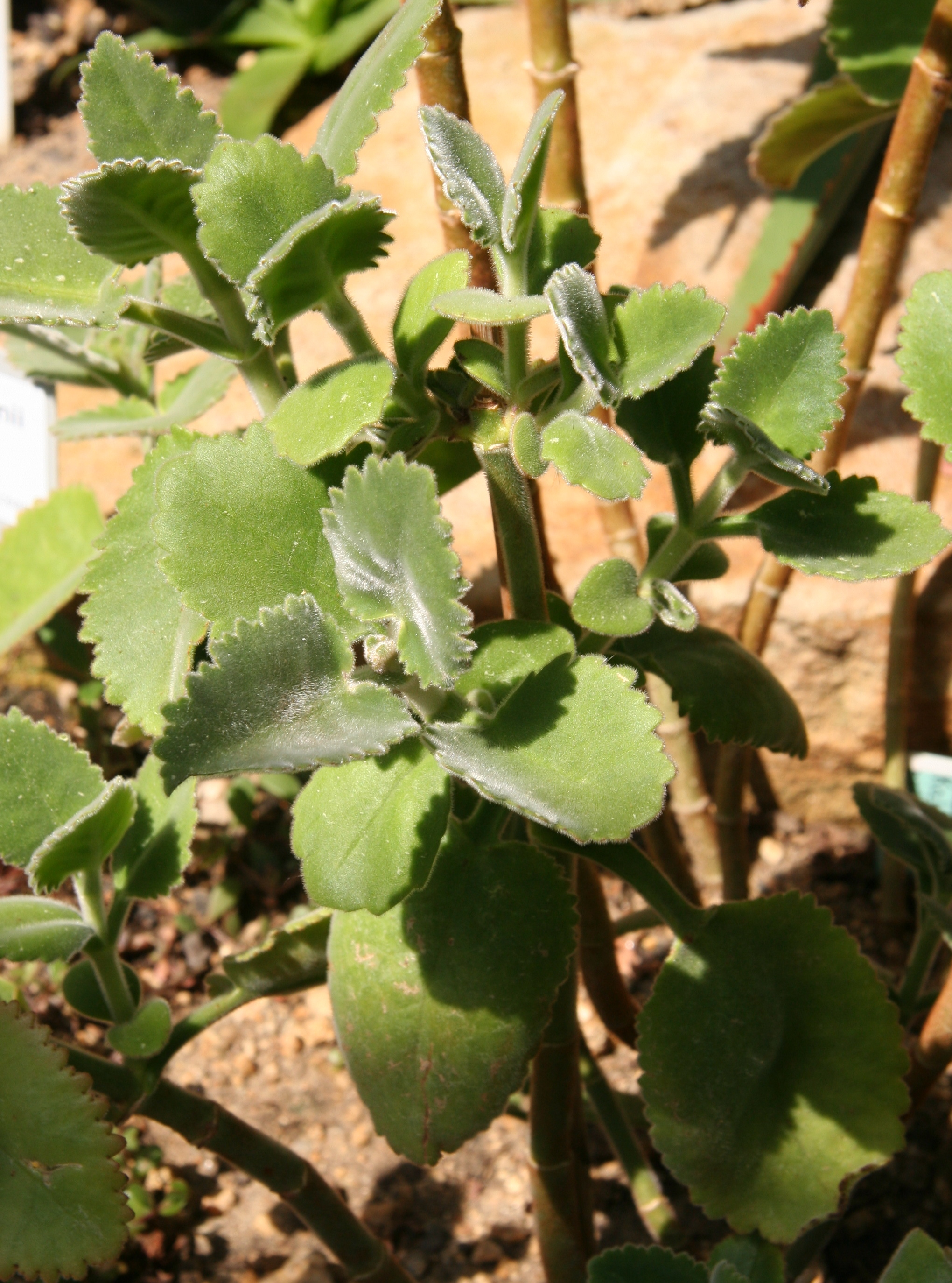
Kalanchoe pubescens

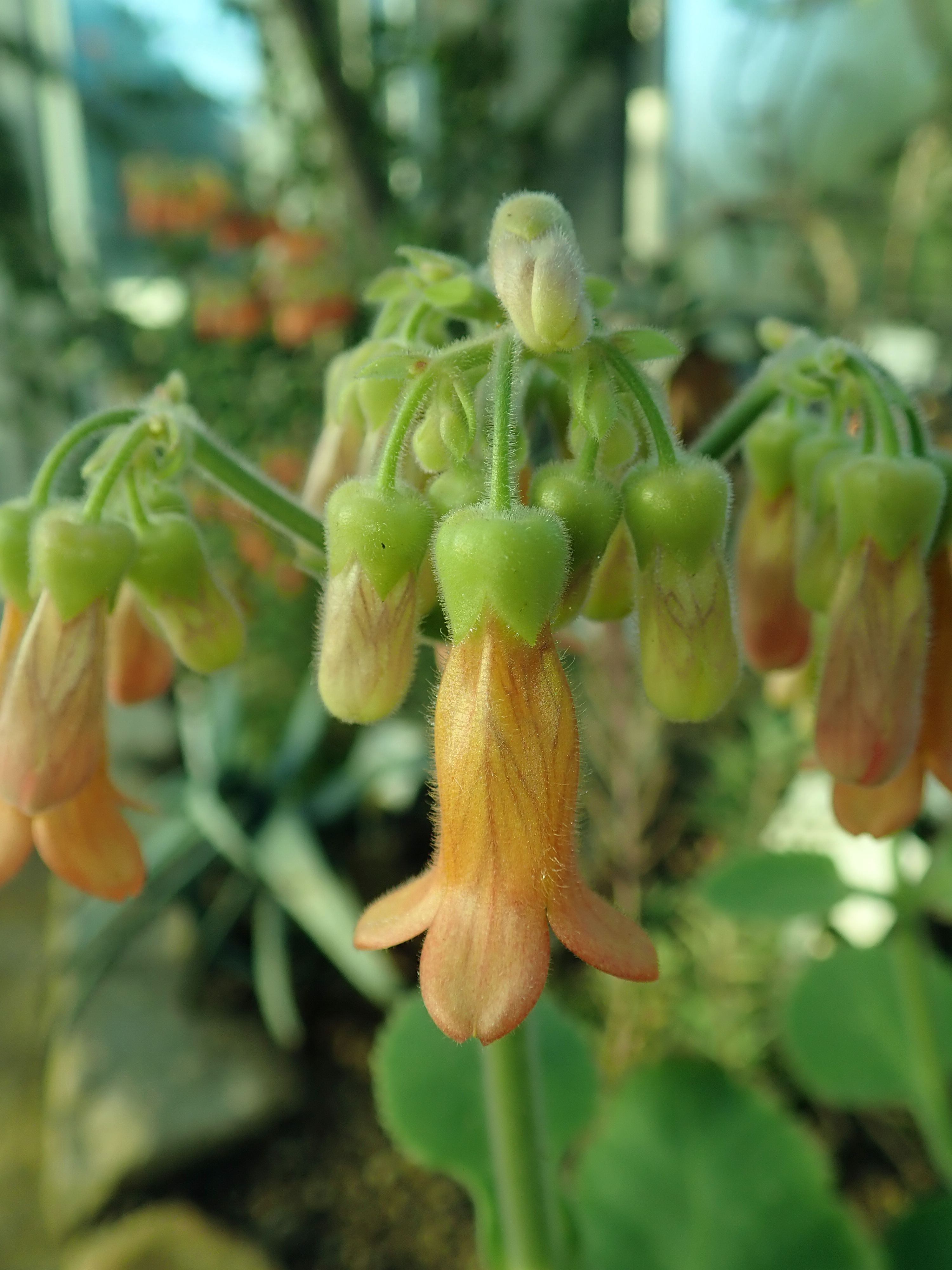
Inflorescència

Kalanchoe pubescens és una espècie de planta suculenta del gènere Kalanchoe, de la família de les Crassulaceae.

## Descripció
Planta perenne, robusta, de 0,5 a 1,2 m d'alçada, completament i densament coberta de llargs pèls glandulars simples de color blanc a vermellós.
Les tiges són teretes, erectes, decumbents, de vegades postrades, molt ramificades des de la base, de color verd clar, sovint ratllades de vermell-porpra.
Les fulles són carnoses, verdes, peciolades a sèssils de vegades a la mateixa planta (sèssils cap a la base), pecíol pla, amplexicaule, de 1 a 5 cm de llarg, làmina ovada, el·líptica a orbicular, de 3 a 15 cm de llarg i de 0,5 a 9 cm d'ample, punta arrodonida a obtusa, base més o menys truncada, sovint auriculada, marges uniformement crenats-dentats.
Les inflorescències formen denses panícules corimbiformes de moltes flors, de 15 cm d'ample, amb propàguls; pedicels prims, de 10 a 12 mm.
Les flors són pendents; calze verd amb taques vermell-porpra; tub de 3 a 6 mm; sèpals deltoides a ovats, aguts, de 2,5 a 7 mm de llarg i de 3,8 a 4,8 mm d'ample; corol·la campanulada, de vegades de quatre angles, rosa, vermell-ataronjat a groc, sovint marcada de vermell, tub de 14 a 30 mm; pètals ovats a triangulars, obtusos a emarginats, de 4 a 13 mm de llarg i de 4 a 7 mm d'ample.
Aquesta espècie presenta una variabilitat acusada en gairebé totes les parts de les plantes. Les nombroses formes descrites per Boiteau i Mannoni (1948) tenen una posició dubtosa i aquí es proposen com a sinònimes.

## Distribució
Planta endèmica de Madagascar central, sud i sud-est. Creix en boscos i matolls, llocs assolellats i humits, a 1600 m d'altitud.

## Taxonomia
Kalanchoe pubescens va ser descrita per John Gilbert Baker i publicada al Journal of the Linnean Society, Botany 22: 470. 1886[1887].
Kalanchoe: nom genèric que deriva de la paraula cantonesa "Kalan Chauhuy", 伽藍菜 que significa 'allò que cau i creix'.
pubescens: epítet llatí que significa 'pubescent', pel fet d'estar coberta de pèl curt i fi.

### Sinonímia
- Bryophyllum pubescens  (Baker) Hort. ZSS (s.a.)
- Bryophyllum pubescens  (Baker) Govaerts (1995)
- Kalanchoe aliciae  Hamet (1910) / Bryophyllum aliciae  (Hamet) A.Berger (1930)
- Kalanchoe miniata var. anjirensis  H. Perrier (1928) / Kalanchoe pubescens fa anjirensis  (H. Perrier) Allorge-Boiteau (1995)
- Kalanchoe miniata var. glandulosa  H.Perrier (1928)
- Kalanchoe miniata var. pubescens  H.Perrier (1928)
- Kalanchoe miniata var. tsinjoarivensis  H.Perrier (1928)
- Kalanchoe betsileensis  François (1938)
- Kalanchoe pubescens fa reducta  Humbert ex Boiteau & Mannoni (1948)
- Kalanchoe pubescens var. alexiana  Boiteau & Mannoni (1948)
- Kalanchoe pubescens var. brevicalyx  Boiteau & Mannoni (1948);
- Kalanchoe pubescens var. decolorata  Boiteau & Mannoni (1948)
- Kalanchoe pubescens var. grandiflora  Boiteau & Mannoni (1948)
- Kalanchoe pubescens var. subglabra  Boiteau & Mannoni (1948)
- Kalanchoe pubescens var. subsessilis  Boiteau & Mannoni (1948)
- Kalanchoe pubescens var. typica  Boiteau & Mannoni (1948)